# Neoaulaxinia zingiberadix
Neoaulaxinia zingiberadix är en svampdjursart som beskrevs av Kelly 2007. Neoaulaxinia zingiberadix ingår i släktet Neoaulaxinia, och familjen Phymatellidae. Inga underarter finns listade i Catalogue of Life.